# فرانز كوخ (مصور سينمائي)
فرانز كوش (بالألمانية: Franz Koch)‏ هو مصور سينمائي ألماني، ولد في 1 سبتمبر 1898 في ميونخ في ألمانيا، وتوفي بنفس المكان في 28 أبريل 1959.

## وصلات خارجية
- فرانز كوش على موقع IMDb (الإنجليزية)
- فرانز كوش على موقع ألو سيني (الفرنسية)
- فرانز كوش على موقع أول موفي (الإنجليزية)
- فرانز كوش على موقع قاعدة بيانات الأفلام السويدية (السويدية)
- فرانز كوش على موقع قاعدة بيانات الفيلم (الإنجليزية)
- فرانز كوش على موقع كينوبويسك (الروسية)